# Ptiliolum schwarzi
Ptiliolum schwarzi ist ein Käfer aus der Familie der Zwergkäfer (Ptiliidae).

## Merkmale
Die Käfer erreichen eine Körperlänge von 0,7 Millimetern. Der Körper ist matt braunschwarz gefärbt, die Deckflügel sind braun. Letztere haben komplett abgerundete Schulterwinkel und sind davor nicht ausgeschweift. Der basal verjüngte Halsschild ist an den Hinterwinkeln nicht abgerundet, sondern hat nahezu spitzwinkelige Hinterecken, seine Seiten sind davor ausgeschweift oder eingeschnürt. Die Fühler sind dunkel, die Beine braunrot gefärbt.

## Vorkommen und Lebensweise
Die Art ist in Nord- und Mitteleuropa und am Kaukasus verbreitet. Die Verbreitung reicht im Norden über England, die Mitte Norwegens und Schwedens nach Finnland. Im Süden verläuft die Verbreitungsgrenze durch Frankreich, Italien, Österreich und Ungarn. die Tiere leben unter faulendem Pflanzenmaterial und an Aas.